# Auguste Victor Lebeuf
Auguste Victor Lebeuf, né à Blaisy en Haute-Marne, le 14 janvier 1859 et mort le 13 juillet 1929, est un astronome français.

## Biographie
Auguste-Victor Lebeuf est né le 14 janvier 1859 à Blaisy en Haute-Marne. Il commence ses études à Dijon, où il obtient une licence ès sciences mathématiques, et ensuite à Besançon, où il obtient la licence ès sciences physiques en 1883, avec MM. Croullebois, Barbier et Véziau. En 1884, il est nommé élève astronome à l’Observatoire de Paris, où il travaille sous la direction de Tisserand, Wolf, Gaillot et Périgaud. 
Lebeuf devient aide-astronome à l’Observatoire de Besançon en 1887. Affecté au service méridien, Lebeuf poursuit ses études, et soutient sa thèse « Sur une nouvelle démonstration des polynômes Hansen-Tisserand » (Lebeuf 1897, 1902) à la Faculté des sciences de Paris devant un jury composé d’Appell, Poincaré, et Puiseux. Il est nommé maître de conférences d’astronomie à l’Université de Montpellier en 1898, et cinq ans plus tard, il revient à Besançon en tant que directeur de l’Observatoire national astronomique, météorologique et chronométrique de Besançon, et professeur d’astronomie à l’Université.
Il est l'astronome qui détermina les premiers éléments orbitaux de l'astéroïde (253) Mathilde alors qu'il travaillait à l'observatoire de Paris. Le nom de cet astéroïde fut suggéré par Lebeuf, d'après Mathilde, l'épouse de l'astronome français Maurice Lœwy - qui était le vice-directeur de l'observatoire de Paris de l'époque,.
Lebeuf a été membre de la Société mathématique de France, de la Société française de physique, de la Société astronomique de France, de la Société météorologique de France, et du Cercle mathématique de Palerme (Guccia 1908, 50). Il a été élu correspondant de l’Académie des sciences de Paris (section d’astronomie) le 25 mars, 1913 (Académie des sciences 1968, 324).
De 1901 à 1903, il appartient à l'Académie des sciences et lettres de Montpellier.